# 태백시·정선군
태백시·정선군은 대한민국의 옛 국회의원 선거구이다. 당시 강원도 태백시와 정선군 지역을 관할했다.

## 역사
제15대 국회의원 선거를 앞두고 태백시 선거구와 정선군 선거구가 통합되면서 신설되었다.
제17대 국회의원 선거를 앞두고 영월군·평창군 선거구와 통합되면서 태백시·영월군·평창군·정선군 선거구를 이루게 되면서 폐지되었다.

## 역대 국회의원
| 선거   | 정당 | 정당         | 의원   |
| ------ | ---- | ------------ | ------ |
| 1996년 |      | 신한국당     | 박우병 |
| 2000년 |      | 새천년민주당 | 김택기 |

## 역대 선거 결과

### 대한민국 제15대 국회의원 선거
|  | 29.83% |

|  | 23.15% |

|  | 20.17% |

|  | 15.36% |

|  | 5.76% |

|  | 5.70% |

### 대한민국 제16대 국회의원 선거
|  | 58.41% |

|  | 35.36% |

|  | 6.22% |